# Giacomo Capella
Giacomo Capella (Milano, ... – ...; fl. XIX secolo) è stato un ciclista su strada italiano, considerato uno dei pionieri del ciclismo.

## Carriera
Nel 1885 prese parte alla prima edizione dei Campionati italiani di ciclismo su strada, corsa nella quale si piazzò terzo nel 1889. Giunse anche secondo nella seconda edizione della Milano-Torino.